# Người mua sắm cá nhân
Một người mua sắm cá nhân là một người giúp người khác mua sắm bằng cách đưa ra lời khuyên và đưa ra gợi ý. Họ thường được tuyển dụng bởi các cửa hàng bách hóa và cửa hàng bán quần áo xa xỉ, mặc dù một số người làm việc tự do hoặc làm việc độc quyền trực tuyến. Trọng tâm của họ thường tập trung vào quần áo, mặc dù số lượng cửa hàng phi quần áo - như nhà bán lẻ đồ nội thất - cung cấp dịch vụ mua sắm cá nhân đang gia tăng.
Không có yêu cầu giáo dục chính thức để trở thành một người mua sắm cá nhân, mặc dù hầu hết các cửa hàng đề nghị kinh nghiệm bán lẻ liên quan.

## Tổng quan
Một người mua sắm cá nhân thường được sử dụng bởi chính cửa hàng, điều đó có nghĩa là không yêu cầu thanh toán cho dịch vụ. Các cửa hàng khác sẽ tính một khoản phí nhỏ để sử dụng người mua sắm cá nhân của họ và các tiện nghi đi kèm với dịch vụ. Người mua sắm cá nhân cũng có thể được gọi là nhà tạo mẫu thời trang, trợ lý cửa hàng hoặc trợ lý bán hàng.
Một số người mua sắm cá nhân hoạt động mà không liên kết trên cơ sở tự do, bao gồm cả phong cách sự kiện khách hàng tư nhân và tổ chức tủ quần áo. Bên ngoài các cơ quan, người mua sắm cá nhân có thể được tìm thấy trên các trang web đấu giá như eBay nơi họ bán đấu giá dịch vụ của họ để có được các mặt hàng tùy chỉnh như bộ sưu tập quần áo nam và nữ.